# 王次翁
王次翁（1079年—1149年），字慶曾，濟南（今山東省濟南市），號兩河先生。南宋大臣，罢居明州鄞县。
崇寧時期進士，任湖南參謀官。不久致仕，後來受到秦檜提拔，拜御史中丞、參知政事。岳飞回朝任枢密副使时，宋高宗因岳飞阶官少保，命他排班在王次翁之前，岳飞却上书自请班在王次翁之下。王次翁在奉命为奉迎扈从礼仪使迎接在靖康之变中被俘的韋太后回國。韦太后在回国途中向金使者借钱犒劳从者，到国境时，金使者要求先还钱再放她回国。王次翁未得秦桧之命，且担心秦桧怀疑他私自结纳想取代秦桧之位，坚决不肯代为偿还，相持境上三日，南宋内外忧虑，最后由副使王奂出錢了事。韦太后回国后对高宗哭诉王次翁不顾国家利害，险些令他们母子不得相见。高宗震怒，想殺王次翁洩憤。王次翁私下告诉秦桧自己是不敢专断。秦桧大喜，力为营救，奏王次翁为报谢使。王次翁致仕后罷居四明。與蔣璿、顧文、汪思溫、高閌、吳秉信、徐彥老、陳先成立「八老會」。秦桧主政时，多任用柔弱的人辅政，且不久就找借口罢黜，只有王次翁始终没有被秦桧排挤。紹興十四年（1144年）致仕，十九年（1149年）卒。有子王伯庠。

## 延伸阅读
[在维基数据编辑]
 《宋史·卷380》，出自脱脱《宋史》